# Göbekli Tepe
Göbekli Tepe ("collina panciuta" in turco, Portasar in armeno, Xerabreşkê, "sacre rovine" in curdo) è un sito archeologico, situato a circa 18 km a Nordest dalla città di Şanlıurfa nell'odierna Turchia, presso il confine con la Siria, risalente forse all'inizio del Neolitico (Neolitico preceramico A), o alla fine del Mesolitico.
Vi è stato rinvenuto un complesso di costruzioni in pietra datato al X millennio a.C. La datazione è stata ricavata da un esame col metodo del carbonio-14 sullo stucco organico (composto da fango impastato con paglia e fibre di fogliame) che ricopre alcuni muri del sito. Esso potrebbe essere stato applicato, o riapplicato, in un momento successivo, anche a grande distanza di tempo dall'edificazione e, quindi, l'edificio potrebbe essere ancora più antico; successivamente sono stati analizzati altri resti organici che hanno confermato le datazioni e in particolare si sono ottenute date dai vari reperti dal 9700 a.C. all'8200 a.C. La sua costruzione avrebbe interessato centinaia di uomini in un arco fra tre o cinque secoli.
 Le più antiche testimonianze architettoniche note sono le ziqqurat sumere, datate 5 000 anni più tardi. Secondo alcuni, Göbekli Tepe è la più antica testimonianza di un'antica civiltà, assieme al sito "gemello" Karahan Tepe.
La datazione al X millennio a.C. mette in discussione la storia delle civiltà umane, così come finora conosciuta. Al 2023, il sito ospita infatti il più antico luogo di culto mai scoperto. Fino ad allora, si riteneva che la transizione verso l'agricoltura avesse segnato nel Neolitico il passaggio da una vita nomade a una vita stanziale e organizzata in gruppi; il sito attesta invece l'esistenza di una comunità orbitante intorno a un centro religioso in un'epoca antecedente alla transizione agricola.
I manufatti artistici, in pietra scolpita, rivoluzionano la dottrina che definisce tale era come quella di popolazioni nomadi dedite alla caccia ed alla raccolta di frutti selvatici. Non si è ancora scoperto il modo in cui i blocchi di pietra, gli obelischi, i monoliti e soprattutto le figure in altorilievo possano essere state scolpite (la metallurgia ufficialmente è iniziata circa 5 millenni dopo). Né si ha un'idea precisa sul metodo di trasporto dei giganteschi monoliti, estratti da una cava situata ad un chilometro di distanza; pertanto l'ipotesi ufficiale, che si basa sulle conoscenze che sono attualmente certe per quell'epoca, è che i blocchi siano stati scolpiti con utensili di pietra e trasportati facendoli rotolare su tronchi.
Inizialmente non si era trovata traccia di insediamenti umani nei pressi del sito, pertanto lo scopritore Klaus Schmidt aveva ipotizzato si trattasse di un luogo monumentale con funzione religiosa, assimilabile ad un tempio. L'agricoltura, ritenuta indispensabile per superare il nomadismo, è sorta sì in questa area del mondo, ma sicuramente dopo la costruzione del sito. Resta pertanto tuttora inspiegato quali fossero le risorse utilizzate per l'edificazione, che avrebbe impiegato un gran numero di persone per un periodo di secoli.
Intorno all'8000 a.C. l'intero complesso, per motivi a oggi ancora sconosciuti, fu abbandonato. Secondo l'ipotesi iniziale di Schmidt, poi scartata in seguito a più recenti scoperte, fu deliberatamente occultato coprendolo con terra di riporto. Il sito, una collina in mezzo ad una vasta pianura, è oggi chiamato Göbekli Tepe che, in turco, significa "collina panciuta".
La stratigrafia ha inizialmente suggerito che il luogo fosse stato intenzionalmente riempito con terra di riporto, ossa di animali ed umane, frammenti di attrezzi in selce e suppellettili, ciottoli e materiale calcareo, per un ammontare di almeno 500 metri cubi. Un'ipotesi era che fosse stato interrato per proteggerlo, forse dalla possible erosione dovuta al clima, così da poter essere utilizzato dalle future generazioni, in quanto il sito non è stato abbattuto o smantellato, ma semplicemente "nascosto". In seguito il direttore dei lavori Lee Clare ha trovato indizi che suggeriscono possa essersi trattato di eventi naturali o catastrofici, come appare evidente in almeno due delle costruzioni finora portate alla luce, nelle quali si riscontrano segni di inondazione e frane.
Gli edifici scoperti inizialmente sono stati denominati con le lettere dell'alfabeto da A ad H, e gli edifici C e D infatti mostrano evidenze di frane e allagamenti con conseguenti riparazioni. Dal 2017 ad oggi sono state anche rinvenute decine di abitazioni domestiche, alcune piccole ma anche a due piani, circolari e rettangolari, con resti di magazzini, focolari, attrezzi in selce e persino un sistema di condutture per la distribuzione dell'acqua nelle abitazioni. Tutti gli edifici, sia monumentali che abitativi, nel corso dei due millenni in cui sono stati utilizzati mostrano un susseguirsi di modifiche, spostamenti di muri, aggiunte o sottrazioni di monoliti, riciclo degli stessi monoliti, cambiamenti di decorazioni e bassorilievi, riparazioni, demolizioni, rifacimenti dei pavimenti ed opere di ampliamento, evidenziando come il complesso abbia avuto una presenza umana continuativa per un lungo lasso di tempo.

## Localizzazione
Göbekli Tepe è costituita da una collina artificiale alta circa 15 m e con un diametro di circa 300 m, situata sul punto più alto di un'elevazione di forma allungata, che domina la regione circostante, tra la catena del Tauro, il Karaca Dağ e la valle dove si trova la città di Harran.
Il sito avrebbe avuto un'estensione da 300 a 500 m².

## Storia degli scavi
Il sito fu scoperto nel 1963 da un gruppo di ricerca turco-statunitense, che notò diversi consistenti cumuli di frammenti di selce, segno di attività umana nell'età della pietra, ma fu scambiato, in maniera superficiale, per un complesso funerario medievale.
Fu "riscoperto" nel 1995 da un pastore locale che notò alcune pietre di strana foggia spuntare dal terreno. La notizia arrivò al responsabile del museo della città di Şanlıurfa, che contattò il ministero, il quale a sua volta si mise in contatto con la sede di Istanbul dell'Istituto archeologico germanico. Gli scavi iniziarono nello stesso anno, ad opera di una missione congiunta del museo di Şanlıurfa e dell'Istituto archeologico germanico sotto la direzione di Klaus Schmidt, che dall'anno precedente stava lavorando in alcuni siti archeologici della regione. Nel 2006 i lavori passarono alle università tedesche di Heidelberg e di Karlsruhe.
Dopo essere diventato parte della lista dei patrimoni dell'umanità UNESCO nel 2018, il sito archeologico è stato destinatario di un'opera di valorizzazione da parte delle autorità turche, conclusasi nel marzo del 2019.

## Resti archeologici
Gli scavi misero in luce una vasta costruzione monumentale megalitica, costituita su una collina artificiale delimitata da muri in pietra grezza a secco. Furono rinvenuti inizialmente quattro recinti circolari, delimitati da pilastri in calcare pesanti oltre 15 tonnellate ciascuno, cavati, si ipotizza, con l'utilizzo di strumenti in pietra. Secondo il direttore dello scavo le pietre a "T" più piccole, drizzate in piedi, disposte in circolo e decorate con bassorilievi di vari animali, motivi geometrici e altre scene dal significato oscuro, avrebbero simboleggiato culti sciamanici e riferimenti astronomici, mentre le due più grandi poste al centro di ogni circolo, con una stilizzazione antropomorfa (mani, braccia, testa e perizoma), sono state definite da Schmidt "i vigilanti". Nel 2021, l'archeologo Lee Clare, che ha preso l'eredità degli scavi di Schmidt dopo la sua morte, ha rivelato che nel sito ci sono ormai molte evidenze sia di sepolture che di edifici domestici, un sistema di cisterne per la raccolta di acqua piovana e oggetti che fanno scartare l'ipotesi che il sito sia stato solo un luogo di culto, ma qualcosa che rappresenterebbe l'apice della civiltà degli ultimi cacciatori-raccoglitori, una sorta di ultimo rifugio di quel modus vivendi che sarebbe poi scomparso con l'arrivo dell'agricoltura. Secondo lo studioso i monoliti antropomorfi sarebbero stati volutamente senza testa poiché, in alcune statuette, le teste e i volti erano ben rappresentati: quindi se i costruttori avessero voluto avrebbero potuto scolpirle. Si ipotizza che ciò non sarebbe stato fatto perché queste "T" di pietra non avrebbero rappresentato uomini bensì narrazioni, che, combinandosi con gli animali, forse avrebbero rappresentato miti da tramandare. Un'altra interpretazione, più pratica e non ideologica, ipotizza invece che la particolare forma dei pilastri centrali avrebbe potuto sostenere una piattaforma il cui uso e composizione restano sconosciuti. 
Fino al maggio 2020 sono stati scavati 8 circoli di pietra tra loro vagamente simili, delimitati da imponenti colonnati di monoliti di 6 metri di altezza e pesanti 15 tonnellate, ma prospezioni geologiche farebbero presumere che questi circoli di pietra siano presenti a centinaia nella zona. 
Gli edifici scoperti hanno in maggioranza una pianta ovale, ma ce ne sono anche alcuni quadrangolari. Non hanno alcun orientamento geografico e non sembrano seguire alcun ordine. Si è dedotto che le costruzioni avessero un tetto poiché non riportano segni d'intemperie e, si ipotizza, che tale tetto poggiasse sulle "T" più alte e che si accedesse al loro interno calandosi da esso, come era in uso in quell'epoca e come è stato scoperto in altri siti simili in questa zona della Turchia. Dopo aver geometricamente calcolato il centro degli insediamenti B, C e D, i ricercatori israeliani Gil Haklay ed Avi Gopher dell'Università di Tel Aviv hanno scoperto che, unendo i tre punti centrali, si ottiene un triangolo equilatero. Inoltre hanno verificato che i punti centrali delle strutture cadono sempre tra la linea che congiunge i lati minori dei due pilastri centrali, presenti all'interno di tutti i circoli. Queste scoperte, se confermate, dimostrerebbero le notevoli capacità ingegneristiche e matematiche di chi ha costruito il complesso.

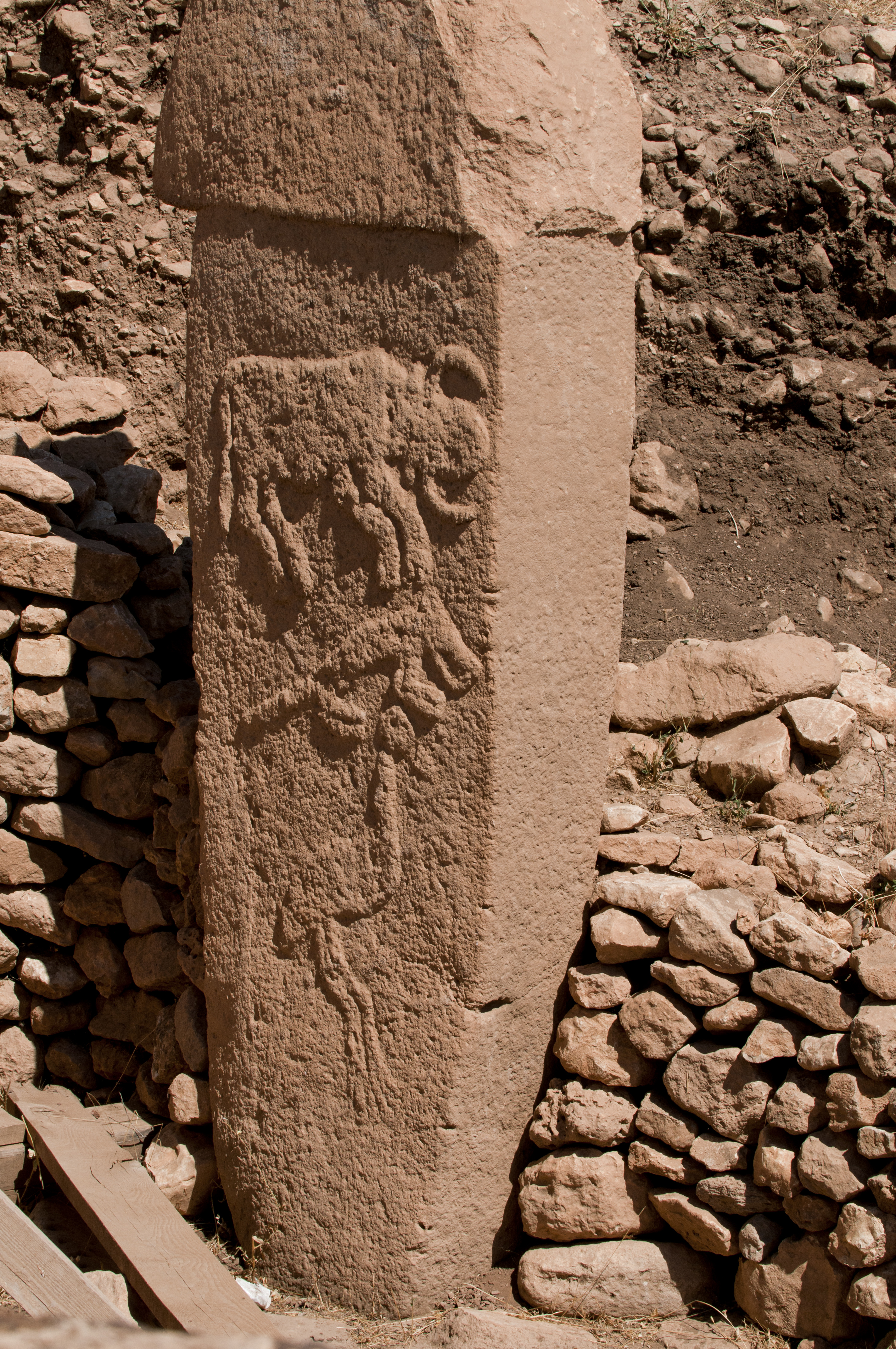
Un pilastro raffigurante un toro a Göbekli Tepe

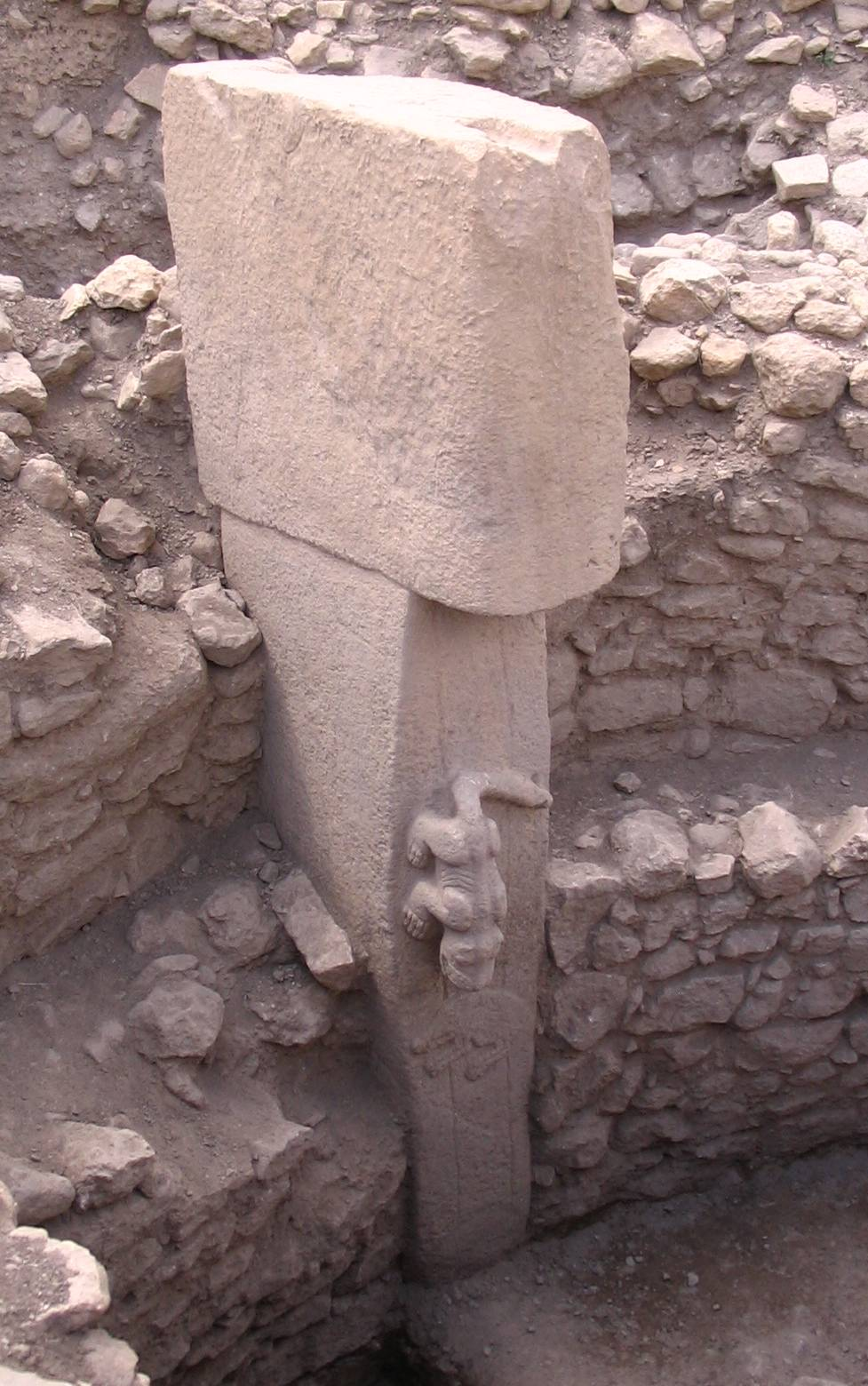
Altorilievo a forma di animale su una pietra a T

Sono state riportate alla luce circa 40 pietre a forma di "T" con altezze comprese tra i 3 e i 6 metri. Per la maggior parte vi sono raffigurati diversi animali (serpenti, anatre, gru, tori, volpi, leoni, cinghiali, vacche, scorpioni, formiche). Alcune incisioni vennero volontariamente cancellate, forse per preparare la pietra a riceverne di nuove. Sono, inoltre, presenti elementi decorativi, come insiemi di punti, motivi geometrici ed altri animali selvatici in altorilievo. Alcuni elementi, essendo ripetuti senza uno schema fisso, fanno balenare l'ipotesi che potrebbe trattarsi di una forma primordiale di scrittura.
Indagini geomagnetiche avrebbero indicato la presenza di almeno altre 250 pietre monolitiche ancora sepolte nel terreno. Un'altra pietra a forma di "T", estratta solo a metà, fu rinvenuta nella cava di provenienza a circa 1 km dal sito. Misura circa 9 m di lunghezza ed era probabilmente destinata al complesso, ma una complicazione ignota costrinse ad abbandonare il lavoro. Dopo tale rinvenimento furono effettuati degli scavi sia a lato che sotto il monolite, allo scopo di cercare eventuali utensili, ma senza successo. Si scoprì, invece, che sotto il monolite, ce ne era uno ancora più grande, misurante circa 15 metri di lunghezza e anch'esso in fase di taglio.
Oltre alle pietre sono state trovate sculture in argilla isolate, deteriorate dal tempo, che rappresentano probabilmente un cinghiale o una volpe. Confronti possono essere fatti con statue del medesimo tipo rinvenute nei siti di Nevalı Çori e di Nahal Hemar. Gli scultori dovettero svolgere la loro opera direttamente sull'altopiano del sito archeologico, nel quale sono state rinvenute anche pietre non terminate e cavità a forma di scodella nella roccia argillosa, secondo una tecnica già utilizzata durante l'epipaleolitico per ottenere argilla per le sculture o per il legante argilloso utilizzato nelle murature.
Nella roccia sono anche presenti raffigurazioni di forme falliche, che forse risalgono ad epoche successive, trovando confronti nella cultura sumera e mesopotamica (siti di Byblos, Nemrik, Helwan e Tell Aswad). 
Molte scene raffigurate hanno significati ignoti, come ad esempio la stele n. 43 nella quale, sulla parte superiore appaiono dei cigni, un avvoltoio con una sfera fra gli artigli e 3 oggetti che ricordano quelli che talvolta sono presenti in alcune raffigurazioni mesopotamiche realizzate vari millenni più tardi.
I resti di pollini presenti nei sedimenti del lago di Van, in Anatolia, hanno permesso di ricostruire una flora locale del tempo composta da querce, ginepri e mandorli. Il sito si trova nella regione della Mezzaluna fertile, dove era presente naturalmente il grano selvatico, che poi gli uomini addomesticarono dando vita ai primi esperimenti agricoli nei seguenti millenni.

## Sviluppi
L'esistenza di questo sito si contrappone alla dottrina consolidata che nega la presenza di civiltà precedenti a quelle Sumera ed Egizia in quanto non erano conosciuti resti antecedenti a queste civiltà. I resti di Göbekli Tepe, risalenti ad almeno il X millennio a.C., ed i siti "gemelli", forse addirittura antecedenti di alcuni secoli, costituirebbero, per i sostenitori di questa teoria, evidenze scientifiche dimostrate con datazioni certe e riaprirebbero la discussione sulla nascita delle civiltà, dell'agricoltura, del simbolismo, delle religioni e delle organizzazioni sociali. Gli effetti di questa scoperta hanno provocato nella comunità scientifica varie reazioni ma la maggioranza degli studiosi rimane in un prudente silenzio.
Ian Hodder, del programma archeologico della Stanford University, e pochi altri, hanno ipotizzato che si debba riscrivere la storia e non mancano casi di negazionismo come quello di Zahi Hawass, archeologo, egittologo e segretario generale del Consiglio supremo delle Antichità egizie.

## Interpretazioni
Le raffigurazioni di animali hanno permesso di ipotizzare un culto di tipo sciamanico, antecedente ai culti organizzati in pantheon di divinità delle culture sumera e mesopotamica.
Lo studio degli strati di detriti accumulati sul fondo del lago di Van, ha prodotto importanti informazioni sui cambiamenti climatici del periodo, individuando una consistente crescita della temperatura intorno al 9500 a.C. Fu forse il cambiamento climatico a determinare una progressiva sedentarizzazione delle genti che avrebbero costruito il sito. All'inizio degli anni Novanta è stato ipotizzato che lo sviluppo delle concezioni religiose avrebbe costituito una spinta alla sedentarizzazione, spingendo gli uomini a raggrupparsi per celebrare riti comunitari. Questa ipotesi ribaltava completamente la concezione secondo cui la religione si sarebbe sviluppata solo in seguito al formarsi di insediamenti stabili conseguentemente alla nascita dell'agricoltura.
La presenza di una così grande struttura monumentale dimostrerebbe che, anche nell'ambito di un'economia di caccia e raccolta, i costruttori hanno posseduto mezzi sufficienti per erigere tali strutture. Secondo Schmidt, sarebbe stata proprio l'organizzazione sociale necessaria alla creazione di questa struttura, a favorire uno sfruttamento pianificato delle risorse alimentari e di conseguenza lo sviluppo delle prime pratiche agricole, ribaltando quindi, di nuovo, delle ipotesi consolidate. Secondo Clare, invece, questo villaggio sarebbe il culmine della civiltà dei cacciatori-raccoglitori che si sarebbe poi esaurita nei 2 millenni seguenti. 
Nessuna traccia di piante o animali domestici è stata rinvenuta negli scavi, dimostrando come sia stata un'opera costruita da parte di cacciatori-raccoglitori. A circa 4 metri di profondità, ossia ad un livello corrispondente a quello della primigenia costruzione del sito, sono state rinvenute tracce di strumenti in pietra (raschiatoi e punte per frecce), insieme ad ossa di animali selvatici (gazzelle e lepri), semi di piante selvatiche, legno carbonizzato (focolari) ed alcune edificazioni domestiche, come pure un sistema di raccolta in cisterne e distribuzione idrica attraverso canaline. Ciò testimonierebbe, assieme all'esistenza di sepolture (sotto il livello del pavimento delle abitazioni), la presenza in questo periodo di un insediamento stabile abitativo domestico.
Schmidt, come proposta di tipo speculativo, ha lasciato intendere che, la civiltà di Şanlıurfa sviluppatasi nella zona, che avrebbe avuto qui uno dei suoi principali templi (una sorta di archetipo di anfizionia o "anfizionia dell'età della pietra"), sarebbe stata poi trasfigurata nel mito dei monti Du-Ku della cosmogonia sumera. In questi monti avrebbero abitato le prime divinità, non dotate di nomi individuali, ma semplici spiriti, retaggio degli spiriti sciamanici. I Sumeri ritenevano che fu tramite essi che l'uomo avesse appreso l'agricoltura, l'allevamento e la tessitura e vi sarebbero indizi che almeno i primi due di questi elementi fossero forse comparsi in questa zona durante la costruzione del complesso megalitico.
Clare, invece, spiega che, viste le attuali evidenze, l'ipotesi del "tempio" abbia ormai perso l'aderenza con le prove archeologiche oggi disponibili. Le evidenze rivelano infatti che potrebbe essere stato un luogo dove risiedeva una comunità di cacciatori-raccoglitori che legavano ambienti domestici con la loro mitologia.
Ian Hodder è uno dei sostenitori dell'autenticità del sito.

## Nei media
- Incentrato sugli scavi nel sito archeologico è il romanzo Il segreto della Genesi, di Tom Knox.[18]
- Vi si svolge la trama della serie turca di Netflix The Gift (Atiye).